# Giulio Scandella
Giulio Scandella (Montréal, 18 settembre 1983) è un ex hockeista su ghiaccio canadese naturalizzato italiano, di ruolo attaccante.

## Biografia
Scandella proviene da una famiglia molto legata all'hockey su ghiaccio: il fratello minore Marco vanta presenze in NHL e nelle nazionali giovanili canadesi; lo zio Sergio Momesso giocò 829 gare in NHL, e disputò alcuni incontri in Italia con i Devils Milano; anche il figlio di quest'ultimo, Stefano, è un giocatore professionista; è inoltre cugino dell'allenatore Diego Scandella.

## Carriera
Scandella giunse in Italia nella stagione 2003-04 quando, giovanissimo, debuttò nelle file dell'Asiago Hockey. Negli stellati giocò due anni e mezzo, maturando così la possibilità di indossare la maglia azzurra e disputando con il Blue Team anche le Olimpiadi di Torino 2006.
Nel 2006 giocò in Germania nel massimo campionato nazionale, la DEL nelle file degli Augsburger Panther. Una serie di infortuni non gli permisero però di esprimersi al meglio. Giunse così la chiamata di Adolf Insam, coach dei Milano Vipers, che lo portò alla corte rossoblu. I tifosi meneghini lo soprannominarono Le Roy per la sua pattinata elegante e veloce.
Al termine del campionato 2007-08 i Vipers però interruppero le attività e così nella stagione successiva si accasò a Renon.
Nella stagione 2009-10 passò invece al Rögle BK, in Elitserien. Secondo il direttore sportivo della squadra svedese, Roger Hansson, Scandella preferì l'offerta del Rögle rispetto a un contatto in AHL per un tryout in NHL. In Svezia giocò solo 20 partite a causa di un serio infortunio che lo tenne lontano dal ghiaccio per un lungo periodo. L'anno seguente approdò all'Hockey Club Ajoie, seconda Lega svizzera, per passare nel corso della stagione di nuovo alla corte di Adolf Insam, questa volta all'HC Bolzano. Per la stagione 2011-12 fu inizialmente corteggiato dai Campioni d'Italia dell'Asiago, squadra che lo aveva lanciato in Europa, ma gli furono preferiti altri giocatori quindi Scandella firmò per l'HC Val Pusteria.
Nell'estate del 2012 sottoscrisse un contratto con l'IK Oskarshamn, formazione svedese militante in seconda divisione. Dopo una sola stagione di permanenza in Svezia nell'aprile del 2013 Scandella fu ingaggiato nuovamente dall'HC Val Pusteria dove rimase fino al 2016, quando fece ritorno all'Asiago.
Rimase con gli stellati per due stagioni; nell'estate del 2018 accettò la proposta dei Saint-Georges Cool FM 103.5 nella LNAH, visto che l'offerta di rinnovo da parte degli asiaghesi tardò ad arrivare.

## Palmarès

### Club
- Supercoppa italiana: 2

Val Pusteria: 2011, 2014
- Alps Hockey League: 1

Asiago: 2017-2018

### Nazionale
- Campionato mondiale di hockey su ghiaccio - Prima Divisione: 1

Ungheria 2011

### Individuale
- Top 3 Player on Team del Campionato mondiale di hockey su ghiaccio: 2

Canada 2008, Finlandia & Svezia 2012
- Maggior numero di reti nei playoff della Alps Hockey League: 2

2016-2017 (10 reti), 2017-2018 (10 reti)
- Maggior numero di assist della Serie A: 1

2017-2018 (3 assist)
- Capocannoniere della Serie A: 1

2017-2018 (3 punti)